# Plettenberg
Plettenberg è una città di 24 716 abitanti della Renania Settentrionale-Vestfalia, in Germania.
Appartiene al distretto governativo (Regierungsbezirk) di Arnsberg ed al circondario della Marca (targa MK).
Plettenberg si fregia del titolo di "Media città di circondario" (Mittlere kreisangehörige Stadt).